# Месје 53
Месје 53 (М53) је збијено звездано јато у сазвежђу Береникина коса које се налази у Месјеовом каталогу објеката дубоког неба.
Деклинација објекта је + 18° 10' 11" а ректасцензија 13h 12m 55,3s. Привидна величина (магнитуда) објекта М53 износи 7,7. М53 је још познат и под ознакама NGC 5024, GCL 22.